# Anamidae
Anamidae (лат.) — семейство мигаломорфных пауков (Mygalomorphae). Эндемик Австралии.

## Распространение
Австралия.

## Классификация
Таксон был впервые выделен французским арахнологом Эженом Симоном в 1899 году в ранге трибы под названием Anamini. В 1982 году Барбара Йорк Мейн выделила трибу Teylini из Anamini благодаря морйфологическим различиям, включая узкую полосу куспул на максиллах и отсутствие шиповидной шпоры на первой голени самцов (кроме Teyloides). В 1985 году перенесены из Dipluridae в Nemesiidae. Молекулярно-филогенетическое исследование 2018 года показало, что Anamini, исключая Teylini, не является монофилетическим, и объединило бывших Teylini в Anamini, поместив трибу в подсемейство Anaminae семейства Nemesiidae. В 2020 году Опатова с соавторами возвели группу в ранг семейства, включив все девять родов, ранее помещённых в Anamini.
- Группа Teyl
  - Teyl Main, 1975
  - Namea Raven, 1984
- Группа Chenistonia
  - Chenistonia Hogg, 1901
  - Proshermacha Simon, 1908
  - Teyloides Main, 1985
- Группа Kwonkan group
  - Kwonkan Main, 1983
  - Swolnpes Main & Framenau, 2009
- Группа Aname group
  - Aname L. Koch, 1873
  - Hesperonatalius Castalanelli, Huey, Hillyer & Harvey, 2017
- без указания родовой группы
  - Troglodiplura Main, 1969